# Begonia valida
Begonia valida là một loài thực vật có hoa trong họ Thu hải đường. Loài này được Goebel mô tả khoa học đầu tiên năm 1915.

## Hình ảnh

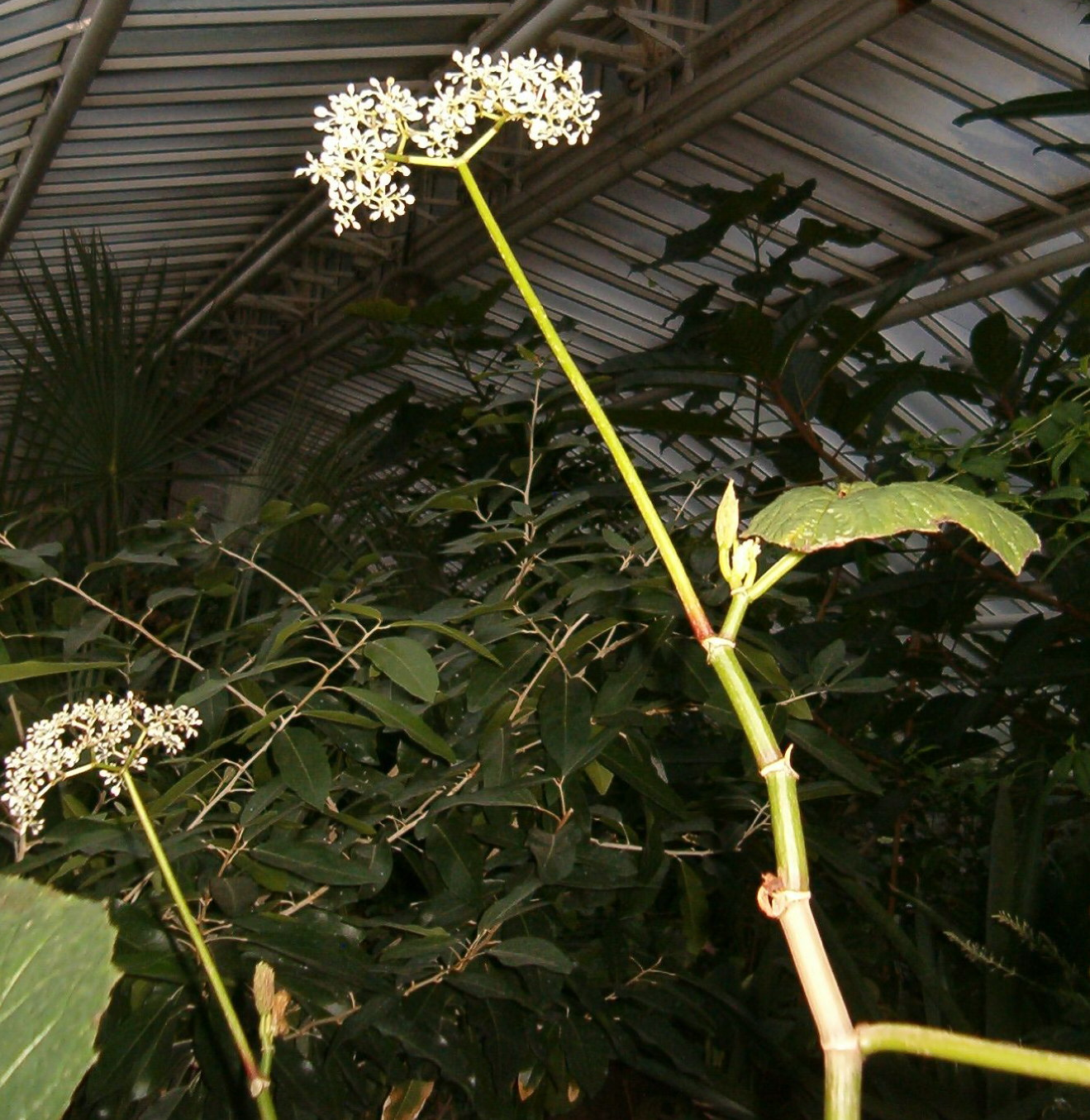
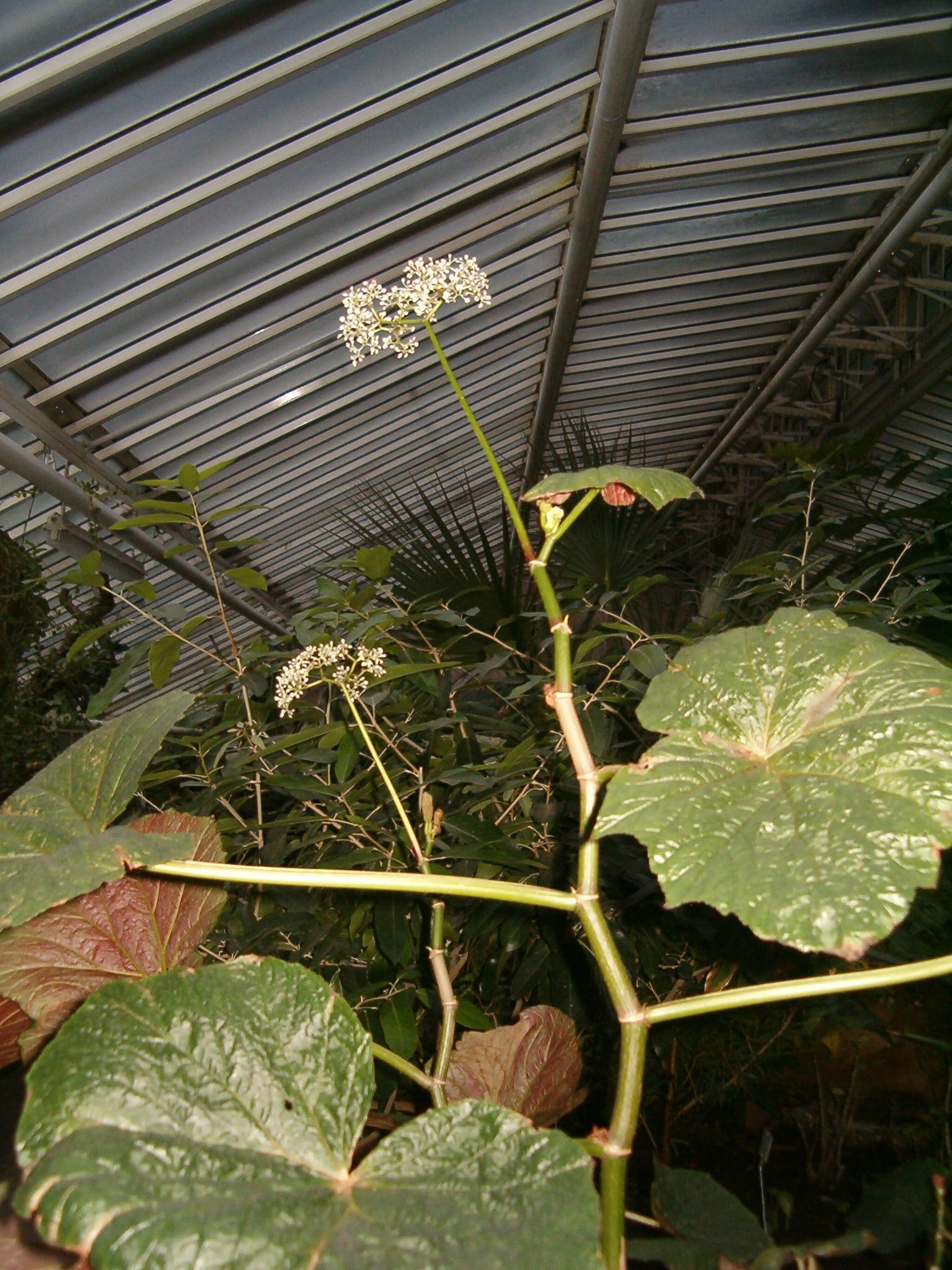
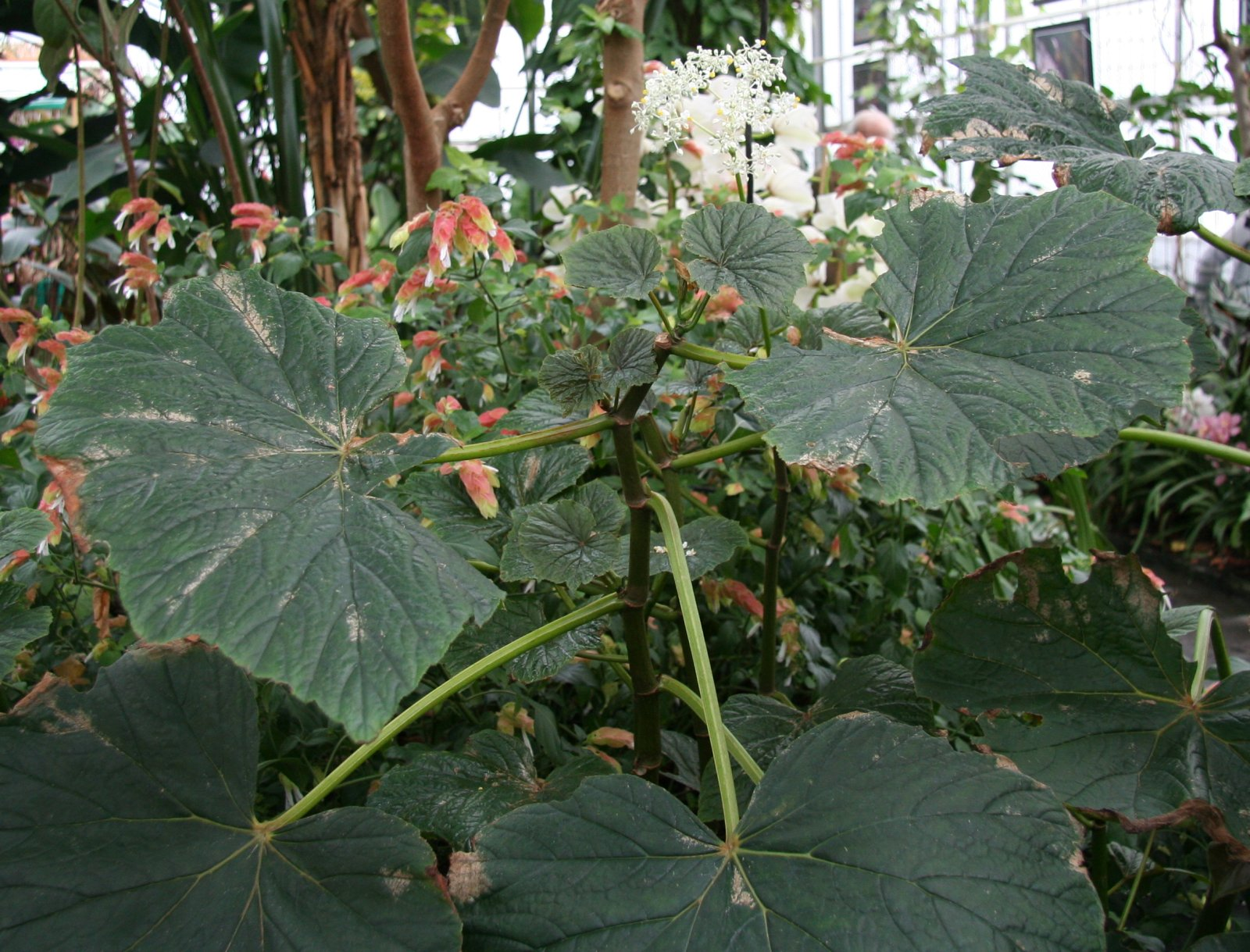